# Bågskytte vid olympiska sommarspelen 1900

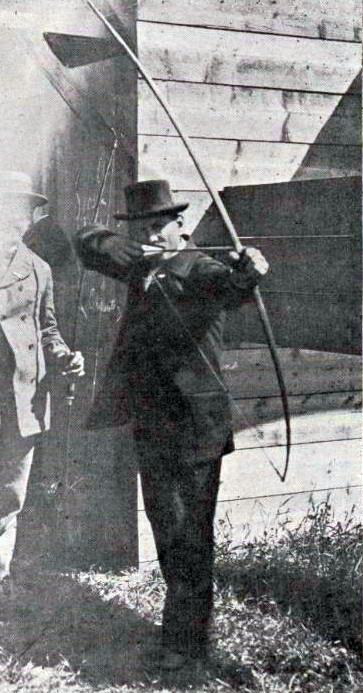
Okänd tävlande i bågskyttetävlingarna

Vid olympiska sommarspelen 1900 avgjordes de sex olympiska bågskyttegrenarna i Paris, och 153 bågskyttar deltog. 17 av dessa har idag känd identitet, men ett antal av dem har okänt förnamn. Det var den första gången som bågskytte var med vid olympiska spelen, och alla tävlingarna var för herrar. Endast Frankrike, Belgien och Nederländerna deltog. Ingen av de nederländska bågskyttarna tog någon medalj, och deras namn är okända. 

## Medaljfördelning
| Medaljfördelning |           |      |        |       |        |
| Placering        | Nation    | Guld | Silver | Brons | Totalt |
| 1                | Frankrike | 3    | 5      | 4     | 12     |
| 2                | Belgien   | 3    | 2      | 1     | 6      |

## Medaljörer

### Herrar
| Gren                                    | Guld                       | Silver                                               | Brons                              |
| Au Cordon Doré 50 m Detaljer...         | Henri Hérouin · Frankrike  | Hubert van Innis · Belgien                           | Émile Fisseux · Frankrike          |
| Au Cordon Doré 33 m Detaljer...         | Hubert van Innis · Belgien | Victor Thibaud · Frankrike                           | Charles Frédéric Petit · Frankrike |
| Au Chapelet 50 m Detaljer...            | Eugène Mougin · Frankrike  | Henri Helle · Frankrike                              | Emile Mercier · Frankrike          |
| Au Chapelet 33 m Detaljer...            | Hubert van Innis · Belgien | Victor Thibaud · Frankrike                           | Charles Frédéric Petit · Frankrike |
| Sur la Perche à la Herse Detaljer...    | Emmanuel Foulon · Belgien  | Auguste Serrurier · Frankrike Emile Druart · Belgien | Ej tilldömt                        |
| Sur la Perche à la Pyramide Detaljer... | Emile Grumiaux · Frankrike | Auguste Serrurier · Frankrike                        | Louis Glineux · Belgien            |

## Deltagande nationer
Totalt deltog 153 bågskyttar från 3 länder vid de olympiska spelen 1900 i Paris.
|                                                      |  |  |
| - Belgien (18) - Frankrike (129) - Nederländerna (6) |  |  |